# David Borrelli (politico)
David Borrelli (Treviso, 28 aprile 1971) è un politico italiano.

## Biografia
Di professione tecnico informatico, David Borrelli muove i primi passi in campo imprenditoriale nel settore della ristorazione. Nel 2011 apre un'azienda specializzata in servizi informatici, dove ha svolto compiti di direzione generale. Nel 2014 è tra i soci fondatori di una società che opera nel campo delle telecomunicazioni.

### Carriera politica
Borrelli inizia la sua attività politica nel 2005, quando insieme ad un paio di amici fonda il gruppo Grilli Treviso, in seguito confluito nel Movimento 5 Stelle. Dal 2008 al 2013 è consigliere comunale a Treviso, primo eletto tra le file del Movimento 5 Stelle in una città capoluogo di provincia. Alle elezioni regionali italiane del 2010 Borrelli è candidato alla presidenza della Regione Veneto per la lista del Movimento 5 Stelle. Col 3,16% delle preferenze (80.000 voti) non riesce ad entrare nel consiglio regionale.
Alle "parlamentarie" (selezione online dei candidati M5S) del marzo 2014 Borrelli è il terzo più votato d'Italia, ricevendo 501 preferenze, e entra nella lista dei candidati al Parlamento europeo. Alle elezioni europee del maggio 2014 viene eletto al Parlamento europeo nella Circoscrizione Italia nord-orientale. È membro delle commissioni parlamentari per il commercio internazionale (INTA) e per l'industria, la ricerca e l'energia (ITRE), e delle delegazioni per le relazioni con i paesi del Mashrek (DMAS), con il Sudafrica (D-ZA) e della delegazione all'Assemblea parlamentare dell'Unione per il Mediterraneo.
Nel maggio 2016 entra come socio insieme a Max Bugani nell'Associazione Rousseau, fondata da Gianroberto e Davide Casaleggio per sviluppare l'omonima piattaforma di democrazia diretta. Si dimette nel febbraio 2018.
Dal 2014 al gennaio 2017 è copresidente assieme a Nigel Farage del gruppo parlamentare Europa della Libertà e della Democrazia Diretta presso il Parlamento europeo. Nel 2017 negozia l'adesione degli eurodeputati del Movimento 5 Stelle al gruppo parlamentare liberale ALDE, adesione poi rigettata dagli stessi liberali. Il 13 febbraio 2018 ufficializza la sua uscita dal Movimento 5 Stelle, aderendo al gruppo dei Non iscritti.
Nel 2019 si candida alle elezioni europee con +Europa e non viene eletto, ottenendo 1900 preferenze.
L'8 giugno 2022 si iscrive a Fratelli d'Italia.